# Johanna Maria van Riebeeck
Johanna Maria van Riebeeck, född 15 februari 1679, död 18 januari 1759, var en nederländsk brevskrivare. 
Hon var barnbarn till Jan van Riebeeck, grundaren av Kapkolonin, och dotter till Abraham van Riebeeck (1653-1713), generalguvernören i Nederländska Ostindien, och Elisabeth van Oosten (1660-1714). Hon gifte sig 1695 med Gerrit de Heere (1657-1702), guvernör för Nederländska Ceylon; 1706 med Joan van Hoorn (1653-1711), generalguvernören för Nederländska Ostindien; 1712 adelsmannen Cornelis Bors van Waveren (1662-1722). Hon är känd för de brev som har bevarats och som använts som ett tidsdokument om hennes samtid i de nederländska kolonierna. 